# Huang Xianfan
Huang Xianfan, född 13 november 1899 i Fusui, Guangxi, död 18 januari 1982, var en kinesisk historiker, lärare och antropolog. Han kallas ofta "zhuang-studiernas fader" (kinesiska: 壮学之父).

## Biografi
Huang Xianfan föddes 1899 i häradet Fusui som andra barnet av sju av en far och en mor från zhuang-folket. Tidigt utmärkte sig Huang för sin intellektuella förmåga, i synnerhet inom humaniora. Enligt en vän företedde hans liv under barndomen och ynglingaåren flera drag som är typiska för en brådmogen. 
Han gick i skolan först i Fusui, sedan vid över mellanskolan i Nanning. Läsåret 1926-1935 studerade han vid Pekings lärarhögskola. Under denna tid studerade han historia i fornkinesiska och detta var den inriktning som Huang intresserade sig för mest. Läsåret 1935-1937 studerade han vid Tokyos universitet, där han studerade österländsk historia och den japanska kulturen och började forska i japanska folklivsstudier. I Japan blev han påverkad av Shiratori Kurakichi, Kato Shigeru och Wada Sei och han blev vän med Tsuda Sokichi. Därefter ägnade han sig åt forskning på tre områden rörande Kinas uråldriga historia, folklivshistoria och antropologi.
1937 återvände han till Guangxi och arbetade som lärare, 1938 blev han universitetslektor på i den historiska fakulteten i Guangxi universitet i Guangxi, 1940 utnämndes han till docent vid Guangxi universitet i allmän historia Kina i Guangxi. Han avskedades därifrån 1941 på grund av att han och kollegor Zhang Xianshen tillsammans med fem andra professorer undertecknade en protestskrivelse. I september samma år Huang utnämndes han till professor vid Sun Yat-sen universitet i klassisk filologi i Guangdong och blev samtidigt den första professorn i Zhuang-folkets historia där.
Han lämnade Guangdong 1943 när han utnämndes till professor vid Guangxis universitet, där han arbetade till 1953 och professor i historia vid Guangxis lärarhögskola 1954-1982, där han arbetade till sin död. Huang Xianfan avled 1982 vid närmare 83 års ålder i Guilin.

## Akademisk gärning
Som innehavaren av den första professuren i Zhuang-folkets historia utövade Huang Xianfan ett stort inflytande, inte enbart genom sitt arbete som historiker och de vida perspektiv han belyste, utan även genom sina studier i zhuang-språket. Huang skrev och publicerade cirka 10 böcker om bland annat historia, antropologi, folklivsforskning, klassisk filologi och zhuang -studier. Han studerade också fornkinesisk skrift (Fornkinesiska) och zhuang-språket och var en av de första antropologer som undersöka zhuang-folket genom med antropologiska metoder.
Huangs huvudarbete, Allmän historia Kina (tre volymer, samarbete, 1932-1934) är inte bara en allmän historisk monografi, utan även en omfattande kulturskildring av Kina. Kort historik Zhuang (1957) var av stor betydelse, emedan det i hög grad åter ökade intresset för studiet av zhuang. Han gjorde sig vida känd genom ett antal förtjänstfulla arbeten, bl.a. Jordbrukare under Yuandynastin (1934), Tangdynastins samhälle (1936, andra utgåvan 1937, Studenter för nationella frälsning rörlighet Songdynastin (1936, andra utgåvan 1956, tredje upplagan 1965), konstiga kläder i Yuandynastin (1941), Rökning folklore undersöka (1942), Tusi i västra Guangxi (1962), Antikens människor i Guangxi (1980), Lennon Chicco (1983, publicerad efter hans död.), Allmän historia Zhuang (1988, publiceras efter hans död. ISBN 7-5363-0422-6/K-13) och Kritisk Biografi av Wei Baqun (2008, publicerad efter hans död. ISBN 978-7-5633-7656-8).

## Skrifter
- Samlade verk av Huang Xianfan  2004.ISBN 7-5633-4743-7